# Roger Olmos
Roger Olmos (Barcellona, 23 dicembre 1975) è un illustratore spagnolo.

## Biografia
Roger Olmos, nato a Barcellona nel 1975, si avvicina al mondo del disegno e dell’illustrazione fin da piccolo, frequentando lo studio del padre, dove resta affascinato dai libri per adulti più che da quelli “adatti alla sua età”, in particolare dal lavoro di Brad Holland, Caza e Brian Froud. Al termine degli studi, nel 1993, inizia un apprendistato di sei anni all’Institut Dexeus come illustratore scientifico. Successivamente si iscrive alla scuola di arti e mestieri Llotja Avinyò di Barcellona dove si diploma nel 2000.
Con il passare degli anni e la pratica, tuttavia, decide di dedicarsi all’illustrazione di libri per ragazzi, per seguire le orme di quegli illustratori che tanto lo avevano colpito da bambino. Nel 1999 viene selezionato alla Bologna Children’s Book Fair, dove conosce il suo primo editore, Kalandraka. L’anno successivo pubblica il suo primo libro, Tío Lobo, che nel 2002 viene inserito nella selezione White Ravens dell’Internationale Jugendbibliothek di Monaco.
Da allora si è dedicato quasi esclusivamente all’illustrazione di libri per ragazzi, con brevi incursioni nell’illustrazione commerciale, per riviste o per la televisione, e ha pubblicato circa novanta titoli con una ventina di case editrici spagnole e internazionali, come Edelvives, Penguin Random House, Macmillan, Kalandraka, Oqo Editora, Ediciones B, la Galera, Teide, Anaya, Edebé, Planeta, Baula, #logosedizioni, Melhoramentos, Bromera, Editions 62, Pirouette ecc.
Vegano e animalista, collabora attivamente con la fondazione per la difesa degli animali FAADA. Da questa sua scelta di vita sono nati diversi libri per la casa editrice modenese #logosedizioni: nel 2014 Senzaparole (“un capolavoro della letteratura dell’infanzia degli ultimi anni, oltre che un caposaldo dell’editoria sui diritti degli animali”), che ha ricevuto apprezzamenti positivi da nomi del calibro di Jane Goodall e J. M. Coetzee e che lui stesso definisce “uno dei libri più importanti della mia carriera”, nel 2017 Amigos (entrambi in collaborazione con FAADA), e in seguito Grindadráp, Taiji e Shark!, tutti scritti da Geert Vons di Sea Shepherd.
Dal 2019 ha illustrato per #logosedizioni alcune riedizioni di grandi classici della letteratura, tra cui L’isola del tesoro, di R.L. Stevenson, e due opere di Jack London, Il richiamo della foresta e La forza dei forti, “confermandosi straordinariamente portato nella rappresentazione dell’inquietudine, della paura, del pericolo in agguato, e del realizzarsi dell’orrore che l’avventura spesso porta con sé […] Un tratto suggestivo, visionario e incredibilmente potente che lo ha reso inconfondibile, nonché uno dei più talentosi illustratori europei di questi anni”.
Oltre a tenere spesso laboratori di illustrazione nelle sedi dell’Istituto Cervantes di tutto il mondo, Roger Olmos ha tenuto un laboratorio sul libro illustrato nell’ambito del Master sul libro illustrato e l’animazione audiovisiva della Facoltà di Belle arti dell’Università di Vigo e un corso intensivo di illustrazione alla Fine Art Factory di Martina Franca. Insegna da alcuni anni alla summer school di Ars in Fabula, Macerata.

## Riconoscimenti e premi
- 1999, 2002 e 2005: selezione per la Mostra degli illustratori della Bologna Children’s Book Fair
- 2002: selezione White Ravens (Tío lobo, Kalandraka)[10]
- 2004: selezione White Ravens (El Libro de las fábulas, Ediciones B)[11]
- 2006: menzione speciale White Ravens (La cosa que más duele del mundo, OQO. Ed. it.: La cosa che fa più male al mondo, #logosedizioni)[12]
- 2006: Premio Llibreter de Álbum Ilustrado (La cosa que más duele del mundo, OQO. Ed. it. La cosa che fa più male al mondo, #logosedizioni)
- 2008: Premio Lazarillo de Álbum Ilustrado (El príncipe de los enredos, Edelvives)[13]
- 2013: Premio Hospital Sant Joan de Déu (La màquina de pessigoles, la Galera)
- 2014: Premio al miglior albo illustrato per ragazzi, conferito dal Ministero della cultura spagnolo (Régalame un beso, Penguin Random House Mondadori)[14]
- 2015: Premio al miglior albo illustrato per ragazzi, conferito dal Ministero della cultura spagnolo (La leyenda de Zum, Nubeocho ediciones. Ed. it. La leggenda di Zum, #logosedizioni)
- 2015: Premio 400Colpi, Torredilibri 2015 (Senzaparole, #logosedizioni)
- 2017: Selezionato tra gli illustratori più rappresentativi della Catalogna, comunità ospite d’onore alla Bologna Children’s Book Fair 2017 insieme alle Isole Baleari[15]

## Mostre personali (selezione)
- 2014: Pequeños catálogo de instantes de felicidad – Barberà del Vallès
- 2014: Senzaparole – Biblioteca Delfini, Modena
- 2014: Sinpalabras – Panta Rhei, Madrid
- 2015: Sinpalabras – sede di AnimaNaturalis, Barcellona
- 2015: Roger Olmos. Illustrator – Kinderboekenmarkt, Den Haag
- 2016: Cosimo. Mostra a cielo aperto – via dell’Indipendenza e via San Giuseppe, Bologna (CHEAP – festival di arte urbana, in collaborazione con #logosedizioni)[16][17]
- 2016: Cosimo. Mostra degli originali – Family Palace, Lucca Comics & Games, Lucca
- 2017: Amigos. Mostra a cielo aperto – via dell’Abbadia, Bologna (CHEAP – festival di arte urbana, in collaborazione con #logosedizioni)[18]
- 2017: Cosimo. Mostra degli originali – Mirabilia Art Gallery, Bologna
- 2018: Lucia. Mostra a cielo aperto – via dell’Indipendenza, Bologna (CHEAP – festival di arte urbana, in collaborazione con #logosedizioni e CBM Italia Onlus)
- 2018: Lucia. Mostra degli originali – Mirabilia Art Gallery, Bologna
- 2018: Lucia – Premio letterario Giuseppe Dessì, Ex Mulino Cadoni, Villacidro[19]
- 2019: Un poquito de media vida – LAVA, Valladolid[20]
- 2019: Ilustrando la mala suerte – Fundación BilbaoArte, Bilbao[21]
- 2021: Roger Olmos: Amici per la pelle. Mostra a cielo aperto – via dell’Indipendenza, Bologna (CHEAP – festival di arte urbana)[22]
- 2023: Cosimo. Mostra degli originali – Biblioteca Paolo Borsellino, Como[23]
- 2023: Roger Olmos: La forza dei forti – Modo Infoshop, Bologna[24]

## Mostre collettive (selezione)
- 2000: Bären – Monaco (organizzata dall’Internationale Jugendbibliothek)
- 2014: Latin Beat Film Festival – T-Site Daikanyama, Tokyo (con Ana Juan e Alejandro Magallanes)
- 2015: Imaginarius – Las Naves, Valencia (con Elena Odriozola e Julio Antonio Blasco)
- 2017: Vidas ilustradas – València Capital Animal, Centre del Carme Cultura Contemporània, Valencia
- 2018, Los ilustrados de Ornamante – Ornamante Lab-Shop, Barcellona
- 2019: Milagros. Instituto Cervantes – Roma (con Ana Juan)[25]
- 2019: Milagros. Instituto Cervantes – Napoli (con Ana Juan)[26]
- 2019: Almost Tales – Afnakafna palestra d’arte, Roma (con Ana Juan, Nicoletta Ceccoli e altri)[27][28]
- 2020: Tres tristes tigres – Galería Espacio 0, Huelva[29]

## Opere
- 2000, Tío lobo (scritto da Xosé Ballesteros), Kalandraka, Spagna
- 2001, El quadre més bonic del món (scritto da Miquel Obiols), Kalandraka, Spagna
- 2003, En el mar de la imaginación (scritto da Rafael Calatayud), Edelvives, Spagna
- 2003, El libro de las fábulas, Ediciones B, Spagna
- 2003, Las trenzas del abuelo (scritto da Nuria Figueras), Kalandraka, Spagna
- 2004, Lazarillo de Tormes (testo adattato da Luis García Martín), Edelvives, Spagna
- 2005, Concierto para animales (scritto da Andrés Valero Castells), Kalandraka, Spagna
- 2005, La cosa que más duele en el mundo (scritto da Paco Liván), OQO, Spagna
- 2006, L’orquestra de la Clara (scritto da Elisa Ramón), Baula, Spagna
- 2006, La cabra boba (scritto da Pep Bruno), OQO, Spagna
- 2006, ¡Sígueme! (una historia de amor que no tiene nada de raro) (scritto da José Campanari), OQO, Spagna
- 2007, The Thing that Hurts Most in the World (scritto da Paco Liván, traduzione di Mark W. Heslop), OQO, Spagna
- 2007, The Silly Nanny Goat (scritto da Pep Bruno, traduzione di Mark W. Heslop), OQO, Spagna
- 2007, Cleta, un regal del mar (scritto da Joan Vila i Vila), Baula, Spagna
- 2007, Una pluma de cuervo blanco (scritto da Pepe Maestro), Edelvives, Spagna
- 2007, La capra matta (scritto da Pep Bruno, traduzione di Anna Barella Sciolette), #logosedizioni, Italia
- 2007, La cosa che fa più male al mondo (scritto da Paco Liván; traduzione di Fabio Regattin), #logosedizioni, Italia
- 2008, Follow me! (A Love Story that isn’t Strange at All) (scritto da José Campanari, traduzione di Mark W. Heslop), OQO, España
- 2008, La Múnia dorm sota la manta (scritto da Juan Krutz Igerabide), Animallibres, Spagna
- 2008, La llegenda de Sant Jordi (testo adattato da Josep Francesc Delgado), Baula, Spagna
- 2008, El cuadro más bonito del mundo (scritto da Miquel Obiols), Kalandraka, Spagna
- 2008, Il quadro più bello del mondo (scritto da Miquel Obiols, traduzione di Elena Rolla), Kalandraka, Italia
- 2008, Sherlock Holmes y el caso de la joya azul (testo adattato da Rosa Moya), Lumen, Spagna
- 2008, La reina Victoria (scritto da Lytton Strachey, traduzione di Silvia Pons Pradilla), Lumen, Spagna
- 2009, El príncep dels embolics (scritto da Roberto Aliaga), Baula, Spagna
- 2009, El príncipe de los enredos (scritto da Roberto Aliaga), Edelvives, Spagna
- 2009, Chevalier Auguste Dupin y la carta robada (testo adattato da Rosa Moya), Lumen, Spagna
- 2009, Las aventuras de Tom Sawyer (testo adattato da Rosa Moya), Lumen, Spagna
- 2009, La cara oculta de (la llegada del hombre a) la Luna (scritto da Lewis York), Lumen, Spagna
- 2009, El Mosquito (scritto da Margarita del Mazo), OQO, España
- 2010, Un camaleón en la escuela de gatos (scritto da Roberto Aliaga), Edebé, Spagna
- 2010, El gat de Montmartre (scritto da Joseph Lluch), Estrella Polar, Spagna
- 2010, Entresombras y el circo ambulante (scritto da Roberto Aliaga), Macmillan Education Iberia, Spagna
- 2010, Entresombras y la llave maestra (scritto da Roberto Aliaga), Macmillan Education Iberia, Spagna
- 2010, Un cuento lleno de lobos (scritto da Roberto Aliaga), OQO, Spagna
- 2010, Andrés cabeza abajo (scritto da Pablo Albo), OQO, Spagna
- 2010, Mosquito (scritto da Margarita del Mazo, traduzione di Mark W. Heslop), OQO, España
- 2011, Superhéroes (scritto da Roberto Aliaga), Anaya, Spagna
- 2011, El botó de Nacre (scritto da Joan de Deu Prats), Baula, Spagna
- 2011, Roger Olmos. Catalogo, #logosedizioni, Italia
- 2011, Besos que fueron y no fueron (scritto da David Aceituno), Lumen, Spagna
- 2011, Entresombras y el viaje del fin… de curso (scritto da Roberto Aliaga), Macmillan Education Iberia, Spagna
- 2012, A Chameleon in Cat School (scritto da Roberto Aliaga), Edebé, España
- 2012, Storia del bambino buono. Storia del bambino cattivo (scritto da Mark Twain, traduzione di Valentina Vignoli), #logosedizioni, Italia
- 2012, The Story of the Good Little Boy. The Story of the Bad Little Boy (scritto da Mark Twain), #logosedizioni, Italia
- 2012, Historia de un niño bueno. Historia de un niño malo (scritto da Mark Twain, traduzione di Patricia Mayorga), #logosedizioni, Italia
- 2012, Una storia piena di lupi (scritto da Roberto Aliaga, traduzione di Antonella Lami), #logosedizioni, Italia
- 2012, El rompecabezas (scritto da Txabi e Manu Arnal Gil), OQO, Spagna
- 2012, Entresombras y la cabalgata macabra (scritto da Roberto Aliaga), Macmillan Education Iberia, Spagna
- 2013, Diego en la Botella (scritto da Mar Pavón), Edebé, Spagna
- 2013, Baci che furono e che non furono (scritto da David Aceituno, traduzione di Antonella Fabbrini), Bulgarini, Italia
- 2013, Pequeño catálogo de instantes de felicidad (scritto da Lluis Llort), Lumen, Spagna
- 2014, Piccolo catalogo degli istanti di felicità (scritto da Lluis Llort, traduzione di Antonella Fabbrini), Bulgarini, Italia
- 2014, Tío lobo (scritto da Xosé Ballesteros), Kalandraka, Spagna
- 2014, La màquina de Pessigolles (scritto da Elisenda Queralt), la Galera, Spagna
- 2014, Senzaparole (traduzione di Valentina Vignoli), #logosedizioni, Italia
- 2014, Senzaparole portfolio, #logosedizioni, Italia
- 2014, Regálame un beso (scritto da David Aceituno), Lumen, Spagna
- 2015, La leyenda de Zum (scritto da Txabi Arnal), Nubeocho Ediciones, Spagna
- 2015, Calando, #logosedizioni, Italia
- 2015, La leggenda di Zum (scritto da Txabi Arnal, traduzione di Valentina Vignoli), #logosedizioni, Italia
- 2015, Rompicapo (scritto da Txabi e Manu Arnal Gil, traduzione di Valentina Vignoli), #logosedizioni, Italia
- 2015, Seguimi! (una storia d’amore che non ha niente di strano) (scritto da José Campanari, traduzione di Fabio Regattin), #logosedizioni, Italia
- 2016, El detective Lucas Borsalino (scritto da Juan Marsé), Alfaguara, Spagna
- 2016, Parque muerte (scritto da Fernando Lalana), Edebé, Spagna
- 2016, Cosimo, #logosedizioni, Italia
- 2017, El Mosquito (scritto da Margarita del Mazo), Jaguar Ediciones, Spagna
- 2017, Amigos (traduzioni di Francesca Del Moro, Federico Taibi, Valentina Vignoli), #logosedizioni, Italia
- 2017, Stop, #logosedizioni, Italia
- 2017, La Zanzara (scritto da Margarita del Mazo, traduzione di Valentina Vignoli), #logosedizioni, Italia
- 2017, Zak! Una zebra sopra le righe (scritto da Cristina Nenna), Valentina edizioni, Italia
- 2018, La vida de los monstruos (scritto da David Aceituno), Astronave, Spagna
- 2018, Lucia (traduzione inglese di David Haughton), #logosedizioni, Italia
- 2018, Lo struffallocero blu (scritto da Ursula Wölfel, traduzione di Valentina Vignoli), #logosedizioni, Italia
- 2019, Chester, el oso extraterrestre (scritto da Raquel Garrido), Apila Ediciones, Spagna
- 2019, El libro de la mala suerte (scritto da Edu Pez Bohó), Bonito Editorial, Spagna
- 2019, La foca bianca (scritto da Rudyard Kipling, traduzione di Federico Taibi), #logosedizioni, Italia
- 2019, Grindadráp (scritto da Geert Vons, traduzione inglese di David Haughton), #logosedizioni, Italia
- 2019, La foca bianca. Edizione speciale (scritto da Rudyard Kipling, traduzione di Federico Taibi), #logosedizioni, Italia
- 2020, 할수밖에없는말 (Senzaparole), Salon de l’Illustration, Corea
- 2020, El abecedario de Nico y Arturo (scritto da Ana López), A fin de cuentos, Spagna
- 2020, L’Isola del Tesoro (scritto da Robert Louis Stevenson, traduzione di Alberto Frigo), #logosedizioni, Italia
- 2020, Aquarium (scritto da Geert Vons, traduzione inglese di David Haughton), #logosedizioni, Italia
- 2020, Happy Meat, #logosedizioni, Italia
- 2020, Taiji (scritto da Geert Vons, traduzione inglese di David Haughton), #logosedizioni, Italia
- 2021, L’Isola del Tesoro. Edizione speciale (scritto da Robert Louis Stevenson, traduzione di Alberto Frigo), #logosedizioni, Italia
- 2021, Amici per la pelle, #logosedizioni, Italia
- 2021, Il richiamo della foresta (scritto da Jack London, traduzione di Mirta Cimmino), #logosedizioni, Italia
- 2022, Il canzoniere della Ciopi, #logosedizioni, Italia
- 2022, Shark! (scritto da Gert Vons), #logosedizioni, Italia
- 2022, Alfabeto manuale (scritto da SegniAmo Bimbi), #logosedizioni, Italia
- 2023, La forza dei forti (scritto da Jack London, traduzione di Davide Sapienza), #logosedizioni, Italia
- 2023, Piccolo vocabolario, bebè e genitori (scritto da SegniAmo Bimbi), #logosedizioni, Italia
- 2023, Qué solos se quedan los muertos (scritto da G.A. Bécquer), Editorial Deméter, Spagna

## Copertine
- 2007, Cuentos clásicos I, AA. VV., Pirueta, Spagna
- 2007, Cuentos clásicos II, AA. VV., Pirueta, Spagna
- 2008, Cuentos clásicos III, AA. VV., Pirueta, Spagna
- 2008, Cuentos clásicos IV, AA. VV., Pirueta, Spagna
- 2008, Minotauro. La batalla del laberinto, di Gabriel García de Oro, Ediciones B, Spagna
- 2009, Cuentos clásicos V, AA. VV., Pirueta, Spagna
- 2009, Minotauro. La torre del tiempo, di Gabriel García de Oro, Ediciones B, Spagna
- 2009, La última bruja de Trasmoz, di Cesar Fernandez García, La Galera, Spagna
- 2010, Haroun i el mar de les histories, di Salman Rushdie, Edicions Bromera, Spagna
- 2010, Luka i el foc de la vida, di Salman Rushdie, Edicions Bromera, Spagna
- 2010, Cuentos clásicos VI, AA. VV., Pirueta, Spagna
- 2011, Luzazul, di Carmen Fernández Villalba, la Galera, Spagna
- 2012, Parque muerte, di Fernando Lalana, Edebé, Spagna
- 2014, Cuentos clásicos de la literatura española, AA. VV., Edelvives, Spagna
- 2015, El universo para Ulises, di Juan Carlos Ortega, Planeta, Spagna
- 2022, I Lagomorfi di Saffo Fontana, Tomolo Edigiò Edizioni, Italia

## Copertine di CD
- 2006, Facto Delafé y las Flores Azules versus el monstruo de las Ramblas, di Delafé y las Flores Azules,
- 2007, En la luz de la mañana, di Delafé y las Flores Azules
- 2008, True Love, Là Par Force
- 2011, Love Battle, CatPeople